# Ponte del Risorgimento
Der Ponte del Risorgimento (oder einfacher Ponte Risorgimento bzw. Risorgimentobrücke) ist eine 1911 erbaute Brücke über den Tiber in Rom. Sie zeichnet sich durch einen sehr flachen, weiten Bogen mit einem dünnen Scheitel aus. Sie war die erste Eisenbetonbrücke Italiens und hatte bei ihrer Eröffnung die größte Spannweite aller Betonbogenbrücken.
Die vierspurige Straßenbrücke verbindet den Piazzale delle Belle Arti im Viertel Flaminio auf der östlichen Seite des Flusses mit der Piazza Monte Grappa im Viertel Della Vittoria. Es gilt eine Einbahnstraßenregelung in westlicher Richtung.
Die Brücke wurde in den Jahren 1909 bis 1911 im Zusammenhang mit der Ausstellung zur Feier des 50. Jahrestags der Einheit Italiens (italienisch: Risorgimento) nach den Plänen von François Hennebique von seinem italienischen Lizenznehmer, dem Unternehmen Porcheddu aus Turin gebaut.
Der Ponte del Risorgimento ist einschließlich der Rampen insgesamt 159 m lang und 20 m breit. Die obenliegende Fahrbahn ist 13 m breit und wird von zwei Gehwegen flankiert, die samt der Brüstung jeweils 3,50 m breit sind.
Die Eisenbetonbrücke hat einen einzigen Segmentbogen mit einer Spannweite von 100 m und einer Pfeilhöhe von 10 m. Als sogenannter eingespannter Bogen hat er keinerlei Fugen oder Gelenke. Der Bogen ist im Scheitel nur 20 cm und am Kämpfer 50 cm stark. Auf dem Bogen stehen in Längsrichtung sieben 20 cm starke Wände (einschließlich der Außenwände), die die ebenfalls nur 20 cm starke Fahrbahntafel tragen. Diese Längswände sind teils durch Querwände, teils durch Betonbalken miteinander verbunden. Die Querwände haben Öffnungen, damit das Brückeninnere begangen werden kann. Am Scheitel besteht zwischen dem Gewölbe und der Fahrbahntafel ein 45 bis 55 cm hoher Hohlraum, der durch die Längs- und Querwände unterteilt wird. Die Hohlräume unter den Gehwegen wurden für die Verlegung von Leitungen genutzt. Im Ergebnis besteht die Brücke aus einem vielfach unterteilten und ausgesteiften, bogenförmigen Hohlkasten, der im Scheitel nur eine Konstruktionshöhe von 85 bis 95 cm hat. Die Bewehrung besteht in der Regel aus halbrunden Längseisen mit 18 mm Durchmesser, an besonderen Stellen wurden auch halbrunde Eisen mit 34 mm Durchmesser verwendet. 5 mm starker Draht dient der Verbindung und Fixierung der Eisen.
Der Bogen stützt sich an den Widerlagern auf stark bewehrte Querbalken. Die Widerlager selbst bestehen aus verschiedenen Längs- und Querwänden, die ein starres Zellensystem bilden. Diese Wände sind in ihren Kreuzungspunkten auf Pfählen gegründet.
Das Lehrgerüst wurde ebenfalls auf Eisenbetonpfählen gelagert und hatte eine solche Festigkeit, dass es auch den Zusammenstoß mit einem Flussdampfer überstand.
Nach der Fertigstellung im Frühjahr 1911 wurden verschiedene Belastungsproben vorgenommen, unter anderem mit Dampfwalzen mit einem Gesamtgewicht von 150 t, einer Aufschüttung mit Sand und Kies, die vom Regen durchnässt wurde, und Soldaten, die in Verbänden von 120 bis 900 Mann mit und ohne Gleichschritt die Brücke überquerten. Alle dabei vorgenommenen Messungen verliefen zufriedenstellend, so dass die Brücke im Mai 1911 dem Verkehr übergeben werden konnte.